# Presentación Urán González
Presentación Urán González (Madrid, 29 de maig de 1956) és una política madrilenya establerta al País Valencià, diputada al Congrés dels Diputats en la V, VI i VII legislatures.

## Biografia
Ha treballat com a administrativa. Membre de la direcció d'Esquerra Unida del País Valencià (EUPV) i d'Izquierda Unida, fou diputada per la província de València a les eleccions generals espanyoles de 1993, 1996 i 2000. En el Congrés dels Diputats ha estat secretària quarta de la Mesa del Congrés dels Diputats i membre de la comissió de les noves tecnologies. Com a diputada va denunciar els interessos de les empreses hidroelèctriques en el Pla Hidrològic Nacional.
En 2003 fou candidata del Partit Comunista del País Valencià a presidir EUPV. Responsable de polítiques d'igualtat a Izquierda Unida, sovint ha denunciat la permissivitat amb els anuncis publicitaris sexistes.